# ترییبینه
ترییبینه (به صربی: Trijebine) یک منطقهٔ مسکونی در صربستان است که در سینیتسا واقع شده‌است. ترییبینه ۵۱٫۹۲ کیلومتر مربع مساحت و ۳۹۷ نفر جمعیت دارد.